# Tournoi d'ouverture du championnat du Costa Rica de football 2023
Navigation
Tournoi précédent Tournoi suivant
Le tournoi Apertura 2023 est le trente-troisième tournoi saisonnier disputé au Costa Rica. C'est cependant la 118 fois que le titre de champion du Costa Rica est remis en jeu.
Lors de ce tournoi, le Deportivo Saprissa tente de conserver son double titre de champion du Costa Rica face aux onze meilleurs clubs costariciens.

## Équipes participantes
| \| Alajuelense Cartaginés Herediano Guanacasteca Pérez Zeledón Saprissa Sporting San Carlos Santos Liberia Grecia Puntarenas \| Localisation des équipes. |
| Alajuelense Cartaginés Herediano Guanacasteca Pérez Zeledón Saprissa Sporting San Carlos Santos Liberia Grecia Puntarenas                                 |

Ce tableau présente les douze équipes qualifiées pour disputer le championnat 2023-2024. On y trouve le nom des clubs, le nom des stades dans lesquels ils évoluent ainsi que la capacité et la localisation de ces derniers.
| Équipe                  | Ville                  | Stade                             | Capacité |
| LD Alajuelense          | Alajuela               | Stade Alejandro Morera Soto       | 17 900   |
| CS Cartaginés           | Cartago                | Stade José Rafael Ivankovich      | 13 500   |
| Municipal Grecia        | Grecia                 | Stade Allen Riggioni              | 4 000    |
| Municipal Liberia       | Liberia                | Estadio Edgardo Baltodano Briceño | 5 000    |
| CS Herediano            | Guadalupe              | Stade Coyella Fonseca             | 4 500    |
| AD Guanacasteca         | Nicoya                 | Stade Chorotega                   | 3 000    |
| Puntarenas FC           | Puntarenas             | Stade Lito Pérez                  | 4 105    |
| Municipal Pérez Zeledón | San Isidro del General | Stade Municipal Pérez Zeledón     | 6 000    |
| AD San Carlos           | Ciudad Quesada         | Stade Carlos Ugalde Álvarez       | 5 000    |
| SD Santos               | Guápiles               | Stade Ebal Rodríguez              | 3 000    |
| Deportivo Saprissa      | San José               | Stade Ricardo Saprissa            | 23 100   |
| Sporting FC             | San José               | Stade Ernesto Rohrmoser           | 3 000    |

## Compétition
Le tournoi Apertura est divisé en trois phases :
- La phase de qualification : les vingt-deux journées de championnat.
- La phase finale : les matchs aller-retour allant des demi-finales à la finale.
- La finale nationale éventuelle : s'il ne remporte pas la phase finale, le vainqueur de la phase de qualification fait face au vainqueur de la phase finale pour déterminer le champion du tournoi.

### Phase de qualification
Lors de la phase de qualification, chaque équipe affrontent à deux reprises toutes les équipes.
Les quatre meilleures équipes sont directement qualifiées pour la phase finale.
Le classement est établi sur le barème de points classique (victoire à 3 points, match nul à 1, défaite à 0).
Le départage final se fait selon les critères suivants :
- Le nombre de points.
- La différence de buts générale.
- La différence de buts particulière.
- Le nombre de buts marqués.

#### Classements
| Rang | Équipe                  | Pts  | J  | G  | N | P  | Bp | Bc | Diff |
| ---- | ----------------------- | ---- | -- | -- | - | -- | -- | -- | ---- |
| 1    | Deportivo Saprissa T    | 55   | 22 | 18 | 3 | 3  | 53 | 19 | +34  |
| 2    | LD Alajuelense          | 46   | 22 | 14 | 4 | 4  | 42 | 23 | +19  |
| 3    | CS Herediano            | 43   | 22 | 13 | 4 | 5  | 43 | 20 | +23  |
| 4    | CS Cartaginés           | 38   | 22 | 11 | 5 | 7  | 36 | 28 | +8   |
| 5    | AD Guanacasteca         | 37   | 22 | 11 | 4 | 7  | 28 | 25 | +3   |
| 6    | AD San Carlos           | 26   | 22 | 7  | 5 | 10 | 26 | 28 | -2   |
| 7    | Sporting FC             | 26   | 22 | 7  | 5 | 10 | 26 | 35 | -9   |
| 8    | SD Santos               | 23   | 22 | 5  | 8 | 9  | 17 | 26 | -9   |
| 9    | Municipal Liberia P     | 22   | 22 | 5  | 7 | 10 | 36 | 43 | -7   |
| 10   | Puntarenas FC           | 18-3 | 22 | 6  | 3 | 13 | 27 | 35 | -8   |
| 11   | Municipal Pérez Zeledón | 17   | 22 | 4  | 5 | 13 | 17 | 46 | -29  |
| 12   | Municipal Grecia        | 15   | 22 | 3  | 6 | 13 | 19 | 42 | -23  |

#### Résultats
| Résultats (▼dom., ►ext.) | SAP | LDA | CSC | CSH | SFC | SCA | ADG | SAN | PFC | GRE | MPZ | LIB |
| Deportivo Saprissa       |     | 1-0 | 2-1 | 1-2 | 2-1 | 2-1 | 4-0 | 2-0 | 4-1 | 7-0 | 4-0 | 2-0 |
| LD Alajuelense           | 2-1 |     | 2-0 | 1-0 | 1-2 | 3-0 | 3-4 | 4-0 | 2-0 | 2-0 | 2-0 | 3-3 |
| CS Cartaginés            | 0-4 | 1-1 |     | 1-1 | 2-1 | 4-3 | 1-0 | 1-0 | 1-0 | 4-1 | 4-0 | 3-2 |
| CS Herediano             | 2-0 | 2-3 | 1-0 |     | 3-0 | 2-1 | 0-1 | 3-0 | 2-1 | 3-0 | 4-0 | 2-2 |
| Sporting FC              | 1-2 | 0-0 | 1-1 | 1-3 |     | 1-0 | 1-1 | 1-0 | 0-3 | 2-1 | 4-0 | 3-4 |
| AD San Carlos            | 1-2 | 0-1 | 1-1 | 2-1 | 2-2 |     | 0-1 | 2-2 | 2-1 | 3-0 | 1-0 | 2-1 |
| AD Guanacasteca          | 0-1 | 3-2 | 1-2 | 0-1 | 3-1 | 0-0 |     | 1-0 | 3-2 | 0-0 | 1-2 | 4-2 |
| SD Santos                | 1-2 | 0-1 | 1-0 | 1-1 | 0-0 | 0-2 | 1-0 |     | 2-1 | 2-0 | 2-0 | 3-3 |
| Puntarenas FC            | 2-4 | 1-2 | 0-4 | 3-2 | 4-0 | 1-0 | 1-2 | 0-0 |     | 1-2 | 2-0 | 1-0 |
| Municipal Grecia         | 1-2 | 1-2 | 3-4 | 0-0 | 0-1 | 1-0 | 1-2 | 0-0 | 1-1 |     | 2-2 | 2-3 |
| Municipal Pérez Zeledón  | 2-2 | 1-2 | 1-0 | 1-4 | 1-2 | 2-2 | 0-0 | 1-1 | 1-0 | 0-2 |     | 3-2 |
| Municipal Liberia        | 1-2 | 3-3 | 2-1 | 1-4 | 2-1 | 0-1 | 0-1 | 1-1 | 0-0 | 1-1 | 3-0 |     |

## Statistiques

### Évolution du classement

#### Phase classique
| Journée →               | 1  | 2  | 3  | 4  | 5    | 6  | 7  | 8  | 9  | 10 | 11 | 12 | 13 | 14 | 15  | 16  | 17  | 18  | 19  | 20  | 21 | 22 | Journée en phase finale provisoire |
| ----------------------- | -- | -- | -- | -- | ---- | -- | -- | -- | -- | -- | -- | -- | -- | -- | --- | --- | --- | --- | --- | --- | -- | -- | ---------------------------------- |
| Deportivo Saprissa T    | 3  | 3  | 3  | 3  | 1    | 1  | 2  | 2  | 2  | 2  | 2  | 2  | 1  | 1  | 1   | 1   | 1   | 1   | 1   | 1   | 1  | 1  | 22                                 |
| LD Alajuelense          | 5  | 4  | 4  | 4  | 2    | 2  | 1  | 1  | 1  | 1  | 1  | 1  | 2  | 2  | 2   | 2   | 2   | 2   | 2   | 2   | 2  | 2  | 21                                 |
| CS Herediano            | 1  | 1  | 1  | 2  | 4-1  | 5  | 4  | 4  | 3  | 3  | 3  | 4  | 4  | 4  | 4-1 | 4-1 | 4-1 | 4-1 | 4-1 | 4-1 | 3  | 3  | 21                                 |
| CS Cartaginés           | 6  | 2  | 2  | 1  | 3    | 3  | 3  | 3  | 4  | 4  | 4  | 3  | 3  | 3  | 3   | 3   | 3   | 3   | 3   | 3   | 4  | 4  | 21                                 |
| AD Guanacasteca         | 8  | 11 | 11 | 9  | 5    | 4  | 6  | 8  | 6  | 5  | 5  | 5  | 5  | 5  | 5-1 | 5-1 | 5-1 | 5-1 | 5-1 | 5-1 | 5  | 5  | 1                                  |
| AD San Carlos           | 2  | 5  | 5  | 6  | 9    | 9  | 10 | 11 | 11 | 11 | 10 | 10 | 10 | 11 | 11  | 11  | 11  | 10  | 10  | 10  | 7  | 6  | 1                                  |
| Sporting FC             | 7  | 6  | 8  | 5  | 6    | 7  | 7  | 9  | 9  | 9  | 9  | 9  | 9  | 8  | 6   | 7   | 8   | 7   | 7   | 6   | 6  | 7  |                                    |
| SD Santos               | 10 | 9  | 6  | 7  | 7    | 8  | 8  | 6  | 8  | 7  | 7  | 8  | 7  | 7  | 7   | 6   | 6   | 6   | 6   | 7   | 8  | 8  |                                    |
| Municipal Liberia P     | 11 | 10 | 7  | 8  | 8    | 6  | 5  | 5  | 7  | 8  | 8  | 7  | 8  | 9  | 9   | 8   | 7   | 8   | 8   | 8   | 8  | 9  |                                    |
| Puntarenas FC           | 9  | 8  | 10 | 11 | 11-1 | 11 | 9  | 7  | 5  | 6  | 6  | 6  | 6  | 6  | 8   | 9   | 9   | 9   | 9   | 9   | 10 | 10 |                                    |
| Municipal Pérez Zeledón | 4  | 7  | 9  | 10 | 10   | 10 | 11 | 10 | 10 | 10 | 11 | 11 | 11 | 10 | 10  | 10  | 10  | 11  | 11  | 11  | 11 | 11 | 1                                  |
| Municipal Grecia        | 12 | 12 | 12 | 12 | 12   | 12 | 12 | 12 | 12 | 12 | 12 | 12 | 12 | 12 | 12  | 12  | 12  | 12  | 12  | 12  | 12 | 12 |                                    |

En exposant rouge, le nombre de matches de retard pour les équipes concernées :

## Phase finale
Les quatre équipes qualifiées sont réparties dans le tableau final d'après leur classement dans la première phase, le premier affrontant le quatrième et le deuxième affrontant le troisième lors des demi-finales.
En cas d'égalité sur la somme des deux matchs, c'est la position au classement général qui départage les deux équipes, sauf pour la finale où des prolongations puis une séance de tirs au but ont éventuellement lieu.
Si le vainqueur de la finale est l'équipe ayant terminé première au classement général, alors elle est déclarée championne du tournoi. En revanche, si le vainqueur est différent, une grande finale est organisée entre le vainqueur de la finale et le premier du classement général pour déterminer le champion national du tournoi.

### Tableau
|  | Demi-finales       | Demi-finales       | Demi-finales       | Demi-finales       |              |              | Finales           | Finales           | Finales           | Finales           |
|  |                    |                    |                    |                    |              |              |                   |                   |                   |                   |
|  | 2 et 9 décembre    | 2 et 9 décembre    | 2 et 9 décembre    | 2 et 9 décembre    |              |              | 13 et 17 décembre | 13 et 17 décembre | 13 et 17 décembre | 13 et 17 décembre |
|  | CS Herediano       | CS Herediano       | 3                  | 0                  |              |              | 13 et 17 décembre | 13 et 17 décembre | 13 et 17 décembre | 13 et 17 décembre |
|  | CS Herediano       | CS Herediano       | 3                  | 0                  |              |              | 13 et 17 décembre | 13 et 17 décembre | 13 et 17 décembre | 13 et 17 décembre |
|  | LD Alajuelense     | LD Alajuelense     | 0                  | 1                  |              |              | 13 et 17 décembre | 13 et 17 décembre | 13 et 17 décembre | 13 et 17 décembre |
|  | LD Alajuelense     | LD Alajuelense     | 0                  | 1                  | CS Herediano | CS Herediano | 1                 | 0                 |                   |                   |
|  | 3 et 10 décembre   |                    |                    |                    | CS Herediano | CS Herediano | 1                 | 0                 |                   |                   |
|  |                    |                    | Deportivo Saprissa | Deportivo Saprissa | 2            | 1            |                   |                   |                   |                   |
|  | CS Cartaginés      | CS Cartaginés      | Deportivo Saprissa | Deportivo Saprissa | 2            | 1            | 0                 | 0                 |                   |                   |
|  | CS Cartaginés      | CS Cartaginés      |                    |                    |              |              |                   | 0                 |                   |                   |
|  | Deportivo Saprissa | Deportivo Saprissa | 2                  | 4                  |              |              |                   |                   |                   |                   |
|  | Deportivo Saprissa | Deportivo Saprissa | 2                  | 4                  |              |              |                   |                   |                   |                   |

### Demi-finales
| Club          | Aller | Total | Retour | Club               | Commentaire |
| CS Herediano  | 3-0   | 3-1   | 0-1    | LD Alajuelense     |             |
| CS Cartaginés | 0-2   | 0-6   | 0-4    | Deportivo Saprissa |             |

### Finale
| 14 décembre 2023 | CS Herediano                        | 1 - 2   | Deportivo Saprissa      | Estadio José Joaquín Fonseca, Guadalupe |  |
| 20h00 UTC-6      | Cruz 56e                            | (0 - 1) | 32e, 48e Madrigal       |                                         |  |
| 20h00 UTC-6      | Galo 15e · Salazar 30e · Cruz 45+3e |         | 37e Waston · 44e Brenes |                                         |  |

| 17 décembre 2023 | Deportivo Saprissa                                      | 1 - 0   | CS Herediano                        | Stade Ricardo Saprissa Aymá, San José |  |
| 17h00 UTC-6      | Chirinos 90+2e                                          | (0 - 0) |                                     |                                       |  |
| 17h00 UTC-6      | Paradela 38e · Escobar 49e · Salas 72e · Chirinos 90+5e |         | 36e Tejeda · 45e Cruz · 50e Aguilar |                                       |  |

## Résultats des clubs en Coupe International
| LD Alajuelense     | Coupe d'Amérique centrale de la CONCACAF | Vainqueur        | Real Estelí    |
| CS Herediano       | Coupe d'Amérique centrale de la CONCACAF | Demi-Finale      | LD Alajuelense |
| Deportivo Saprissa | Coupe d'Amérique centrale de la CONCACAF | Quarts de Finale | Real Estelí    |
| CS Cartaginés      | Coupe d'Amérique centrale de la CONCACAF | Quarts de Finale | LD Alajuelense |

## Bilan du tournoi
| Tournoi d'ouverture du championnat de football du Costa Rica 2023 |                                |
| Champion                                                          | Deportivo Saprissa (39e titre) |
| Dauphin                                                           | CS Herediano                   |
| Qualifications continentales                                      |                                |
| Coupe d'Amérique centrale de la CONCACAF 2024                     | Deportivo Saprissa             |